# Puéchabon
Puéchabon är en kommun i departementet Hérault i regionen Occitanien i södra Frankrike. Kommunen ligger i kantonen Aniane som tillhör arrondissementet Lodève. År 2022 hade Puéchabon 507 invånare.

## Befolkningsutveckling
Antalet invånare i kommunen Puéchabon
Referens:INSEE